# Vojna uprava u Srbiji (1941. – 1944.)
Vojna uprava u Srbiji (nje. Militärverwaltung in Serbien) odnosno Područje Vojnog zapovjednika u Srbiji (njem. Gebiet des Militärbefehlshabers in Serbien) je naziv koji je nosila vojna uprava njemačkog Trećeg Reicha na teritoriju osovinske Srbije. Nakon osovinskog napada na Kraljevinu Jugoslaviju, okupacije i komadanja Kraljevine Jugoslavije, Srbija u novom poretku biva svedena u nove zemljopisne okvire i pod vojnom upravom njemačkih vojnih snaga, Wehrmachta. Pod njegovim su nadzorom djelovale dvije srbijanske vlade. Zaposjednuta Srbija koja je bila pod njemačkom upravom bila je današnja središnja Srbija, dio sjevernog Kosova oko Kosovske Mitrovice i područje Banata koje je imalo svoju posebnu upravu. 
U novoj razdiobi teritorija Srbija je stavljena pod njemačku okupaciju i vojnu upravu.
Njemačka je smatrala da je nakon svih prekrajanja Jugoslavija likvidirana kao država i da su umjesto nje u državnopravnom smislu formirane tri nove države, Hrvatska, Srbija i Crna Gora, premda potonja nije smatrana posebnom državom, nego protektoratom u sastavu Italije. Prema navodu objavljenom u listu "Službene novine" od 15. rujna 1942. godine, "na dan 22. srpnja 1942. potpisan je u Berlinu Sporazum o imovinsko-pravnom razdvajanju bivše jugoslavenske države“. Prema ovom sporazumu, "sva državna imovina bivše Kraljevine Jugoslavije i njenih banovina, koja se na dan 15. travnja 1941. nalazila na području koje je konačno pripalo jednoj od država-stjecateljica, postala je od toga dana vlasništvo ove države-stjecateljice. Države-stjecateljice u smislu ovog Sporazuma su: Njemački Treći Reich, Italija (uključivo Albanija i Crna Gora), Mađarska, Bugarska, Hrvatska i Srbija."
Saveznici nisu priznali ovakvu državno-pravnu promjenu, nego su smatrali da Jugoslavija državno-pravno i dalje postoji te su priznavali autoritet jugoslavenske vlade u izbjeglištvu.

### Uspostavljanje vojne uprave
Još prije kapitulacije Jugoslavije, Vrhovno zapovjedništvo Kopnene vojske izdalo je proglas stanovništvu pod njemačkom okupacijom, objašnjavajući zakone koji će se primijeniti na cijeloj teritoriji koju su okupirali Nijemci. Kad su se Nijemci povuli iz krajeva koje su pripojili njemački saveznici, ti su se zakoni primijenili samo u dijelovima današnje Slovenije koje je pripojila Njemačka, kao i u Srbiji. Za razliku od dijelova Slovenije, Srbiju Njemačka nije pripojila, nego vojno zaposjela i stavila pod svoju vojnu upravu, "potpuno su je okupirale njemačke snage i stavile pod vojnu vlast". U Srbiji su na snazi ostali i domaći zakoni, po kojima su djelovale srpske namjesničke upravne i sudske vlasti. Granice okupirane Srbije odredio je Adolf Hitler u direktivi od 12. travnja 1941., koji je zapovijedio uvođenje vojne uprave. Za ovom direktivom uslijedila je ona koju je izdao načelnik Vrhovnog zapovjedništva njemačke vojske, kojom je vojni zapovjednik Srbije stavljen na čelo okupacijskog režima, odgovoran Vrhovnom zapovjedništvu Kopnene vojske. U međuvremenu osoblje za vojnu upravu je skupljeno u Njemačkoj i dužnosti vojnog zapovjednika Srbije su razrađivane. To je uključivalo zaštitu željezničke pruge Beograd – Solun i plovnog puta Dunavom, izvršavanje ekonomskih zapovijedi koje izda Göring te uspostava i održavanje reda i mira. Malo zatim postao je odgovornim za čuvati brojne jugoslavenske zarobljenike i osiguranje zarobljenog oružja i streljiva.
Da bi se to postiglo, osoblje vojnog zapovjednika podijeljeno je po vojnim i upravnim ograncima, a stvoren je i jedan policijski kontigent. Dodijeljeno je i osoblje i osoblje za osnivanje četiri oblasna zapovjedništva i deset okružnih zapovjedništava, koje je odgovaralo šefu administrativnog osoblja, a vojnom osoblju dodijeljene su snage jačine od četiri mjesne obrambena bataljuna širom oblasnih zapovjedništava. Prvi vojni zapovjednik Srbije bio je general Luftwaffea Helmuth Förster, koji je na tu dužnost stupio 20. travnja 1941. godine. Pomoćnik mu je bio čelnik vojne uprave u Srbiji, dkotor Harald Turner. Pored vojnog zapovjednog osoblja, u Beogradu je bilo još nekoliko važnih osoba koje su predstavljale ključne nevojne snage njemačke vlasti. Među istaknutijim bio je Obergruppenführer-NSAK, Franz Neuhausen, kojega je 17. travnja na početku imenovao Göring na dužnost opunomoćenika za gospodarstvene poslove na okupiranom području.
Drugi je bio Felix Benzler, izaslanik ministarstva vanjskih poslova, kojega je postavio Reichminister Joachim von Ribbentrop 3. svibnja.  Još jedna ključna figura u prvoj njemačkoj upravi bio je SS-Standerführer Wilhelm Fuchs, koji je zapovijedao Zadaćnom skupinom Srbije, koja se sastojala od Sicherheitsdiensta (sigurnosne službe), Sicherheitspolizeija (sigurnosne policije), 64. pričuvnog policijskog bataljuna  i Gestapovih odreda. Premda je formalno bio odgovoran Turneru, Fuchs je podnosio izvješća neposredno svojim nadređenima u Berlinu. Proglasom šefa Vrhovnog zapovjedništva njemačke vojske izdanom u travnju zapovijeđene su stroge kazne za djela nasilja i sabotaže, zapovijeđena je predaja sveg oružja i radijskih prijamnika, zapovijeđena su ograničenja u komunikaciji, na sastancima i prosvjedima, prihvaćanje njemačke valute, kao i uvođenje njemačkog kaznenog zakona na okupiranom području.